# Ierápetra
Ierápetra (em grego: Ιεράπετρα; "pedra sagrada"), Hierapitna (Ἱεράπυτνα) na Antiguidade, é uma cidade e município na parte oriental da ilha de Creta, Grécia, que faz parte da unidade regional de Lasíti. O município, com 551 km² de área, é composto pelas unidades municipais de Ierápetra e Macris Gialo. Em 2001 tinha 27 602 habitantes (densidade: 50,1 hab./km²).
A unidade municipal de Ierápetra tem 394,8 km² e, além da cidade inclui várias vilas e aldeias e a ilha de Chrissi. Em 2011 tinha 23 708 habitantes (densidade: 60,1 hab./km²). Ierápetra é a única cidade da costa sul de Creta e alegadamente é a cidade mais meridional da Europa. Encontra-se 37 km a sul de Ágios Nikolaos, a capital do oriente cretense, 61 km a sudoeste de Siteía e 95 km a sudeste de Heraclião.

## Descrição
Ierápetra está dividida em duas partes bastante distintas: Cato Mera e Pano Mera. Cato Mera é a cidade antiga, situada na península a sudoeste; caracteriza-se pelas suas ruas medievais, estreitas, com becos sem saída e casas pequenas, que criam um ambiente de aldeia. A antiga mesquita, a "casa de Napoleão" e a igreja metropolitana de Ágios Georgios (São Jorge) situam-se nesta parte da cidade. A igreja, construída em 1856, é considerada uma das mais interessantes de Creta; o teto apresenta várias "cúpulas cegas"; essas cúpulas, como a central, são de madeira (sobretudo de cedro). Pano Mera é a cidade nova, muito maior, com ruas largas e edifícios de três e quatro andares; continua a expandir-se para norte, oriente e ocidente.
A principal área comercial de Ierápetra é a rua Koundouriotou. No centro situa-se a prefeitura municipal, o museu e dois cinemas. O hospital local situa-se em Pano Mera.

## História
A origem da cidade remonta ao período minoico, quando foi uma das cidades-estado da ilha. No período dórico foi rival de Praisos, a última cidade minoica de Creta. Durante o período clássico Hierapitna tornou-se a cidade mais poderosa do oriente de Creta. No século III a.C. foi conhecida pelas suas tendências para a pirataria e participou na Guerra Cretense com outras cidades de Creta ao lado de Filipe V da Macedónia contra Cnossos e Rodes.
A sua importância como estado independente terminou quando foi conquistada pelos romanos em 67 a.C. (foi a última cidade cretense a cair nas mãos dos romanos). Durante o domínio romano perdeu importância para Gortina, que se tornou a capital da ilha. Atualmente ainda são visíveis ruínas do ancoradouro romano, na baía pouco profunda. Em 824 d.C. a cidade foi destruída pelos invasores árabes, tendo sido depois reconstruída como base de piratas.
Durante a vigência do Ducado de Cândia (designação de Creta sob o domínio de Veneza, entre os séculos XIII e XVII), Ierápetra, então já conhecida pelo seu nome atual, prosperou novamente. A fortaleza de Kales, construída nos primeiros anos do domínio veneziano e fortalecida por Francesco Morosini em 1626 para proteger o porto, é uma marca desse período, embora uma lenda local conte que foi construída pelo pirata genovês Pescatore em 1212.
Em 1798, Napoleão esteve alojado durante alguns dias junto de uma família local depois da Batalha das Pirâmides, no Egito. A casa onde esteve o futuro imperador francês ainda existe atualmente. Os otomanos construíram uma mesquita na cidade. O Museu de Antiguidades, que preserva vários achados da história da cidade, está instalado numa antiga escola islâmica. A estrela principal do museu é uma estátua em bom estado de Perséfone.